# Vor Frue af Sevenwouden
Vor Frue af Sevenwouden (frisisk: Us Leaffrou fan Sânwâlden, nederlandsk: Onze-Lieve-Vrouwe van Sevenwouden) er en helgenstatuette af Jomfru Maria, der tilbedes i Sankt Francis-basilikaen i Bolsward. Selvom selve figuren stammer fra slutningen af det 13. århundrede (og derfor er en af de ældste mirakelstatuetter i Holland), er tilbedelsen først sket langt senere. Statuetten stod oprindeligt i et kapel på en bro, da byen blev invaderet af Arumer Zwarte Hoop (Arums sorte flok), en hær af oprørske bønder og lejesoldater i Frisland, som kæmpede mod huset Habsburgs overherredømme, og som støttede hertugerne i Sachsen. Begivenheden fandt sted i 1515. Trods alle voldsomheder blev statuetten sparet, og siden da har den været genstand for en særlig tilbedelse, og lige siden har der været ført en mirakelbog i 's-Hertogenbosch.
Under reformationen blev statuetten bragt i sikkerhed af fromme kvinder. Den forblev skjult blandt såkaldte klopjer helt frem til 1800-tallet, da den offentlige tilbedelse kunne genoptages, nu i en franciskansk kirke.